# Verbascum pterocaulon
Verbascum pterocaulon är en flenörtsväxtart som beskrevs av Nym.. Verbascum pterocaulon ingår i släktet kungsljus, och familjen flenörtsväxter. Inga underarter finns listade i Catalogue of Life.